# Trättlanda
Trättlanda är en ort i Blomskogs socken i Årjängs kommun i Värmland. Fram till och med år 1995 klassade SCB Trättlanda som småort.